# MTV Awards 2014
Gli MTV Awards 2014 sono stati trasmessi da Firenze il 21 giugno 2014 in diretta dal Parco delle Cascine.
Seconda edizione del premio, è stato condotto da Chiara Francini con la partecipazione di Pif e Alessandro Betti. Nel corso della premiazione è stato assegnato il premio MTV History alla carriera a Giorgia. Marco Mengoni è risultato essere l'artista più premiato dell'edizione con quattro riconoscimenti.

## Esibizioni
La lista delle esibizioni sono in ordine di apparizione sul palco.
- Marracash - Status
- Noemi - Don't Get Me Wrong
- Rocco Hunt - Vieni con me
- Ozark Henry e Francesco Rossi - Godspeed You
- Moreno - Prova microfono
- Giorgia - Quando una stella muore, Non mi ami
- Club Dogo - Weekend
- Michele Bravi - Un giorno in più
- Emis Killa - Maracana
- Francesco Renga - Il mio giorno più bello nel mondo
- Diodato - Se solo avessi un altro
- Dear Jack - Domani è un altro film

## Categorie

### Super Man
Presentatori: Federico Russo e Carolina Kostner
- Emis Killa
- Eminem
- Moreno
- Pharrell Williams

### Best MTV Show
Presentatori: Nadia Toffa e Clemente Russo
- Il testimone
- 16 anni e incinta Italia
- Catfish: false identità
- Diario di una nerd superstar
- Ginnaste - Vite parallele

### Twitstar
- Marco Mengoni
- Laura Pausini
- Ligabue
- Miley Cyrus

### Best Band
- One Direction
- Macklemore & Ryan Lewis
- Negramaro
- Daft Punk

### Best New Artist
Presentatori: Marco Maddaloni e Gigi Mastrangelo
- Rocco Hunt
- 5 Seconds of Summer
- George Ezra
- Lorde

### Wonder Woman
- Alessandra Amoroso
- Laura Pausini
- Miley Cyrus
- Katy Perry

### Vogue Eyewear Best Look
Presentatori: Syria e Carla Gozzi
- Marco Mengoni
- Beyoncé
- Harry Styles
- Rihanna

### Diadora Best Dance Crew
Presentatori: Guido Meda, Nicola Bartolini e Serguei Oudalov
- Break Da Beat
- Awanawaack
- Double Struggle
- Goodfellaz

### Sport Hero
Presentatori: Maccio Capatonda, Herbert Ballerina e Ivo Avido
- Carlotta Ferlito
- Andrea Pirlo
- Fabio Fognini
- Federica Pellegrini

### Crodino Twist Best New Generation
Presentatori: Brenda Lodigiani e iPantellas
- Diodato
- Foxhound
- La Rua
- Parix

### Sammontana Best Fan
- Marco Mengoni
- Justin Bieber
- Lady Gaga
- 5 Seconds of Summer

### Best Video
- Happy - Pharrell Williams
- Can't Remember To Forget You -  Shakira feat. Rihanna
- Jubel - Klingande
- Wrecking Ball - Miley Cyrus

### Best Movie
- Hunger Games: La ragazza di fuoco
- Capitan Harlock
- The Wolf of Wall Street
- Thor: The Dark World

### Best Artist from the World
- Super Junior
- 5 Seconds of Summer
- Ana Tijoux
- Kongos

## Altri premi

### Best Performance
- Michele Bravi - Un giorno in più

### MTV History
- Giorgia, consegnato da Isabella Ragonese e Dario Nardella.

### Artist Saga
- One Direction
- Justin Bieber
- Miley Cyrus
- Demi Lovato
- Alessandra Amoroso
- Little Mix
- Ligabue
- Marco Mengoni
- Thirty Seconds to Mars
- Marco Carta
- Eminem
- Rihanna
- Avril Lavigne
- Emma
- Laura Pausini
- 5 Seconds of Summer
- Katy Perry
- Emis Killa
- Selena Gomez
- Green Day
- Fabri Fibra
- Lady Gaga
- Beyoncé
- Sonohra
- Modà
- Fedez
- Avicii
- Justin Timberlake
- Linkin Park
- Taylor Swift
- Pharrell Williams
- Moreno